# Chakib Laâroussi
Chakib Laâroussi est un journaliste marocain. En 2005 il est directeur de la communication et de la presse au ministère de la Communication marocain et chargé de la presse au Cabinet royal. Le 22 juin 2005 il est décoré de la médaille d'officier de l’ordre du Mérite de la République française lors d'une cérémonie au siège de la résidence de l'ambassadeur de France à Rabat.

## Biographie
Il est diplômé de la Sorbonne. Il a exercé de 1973 à 1975 au sein de la rédaction de l'Office de radiodiffusion-télévision française (ORTF). Il a occupé de 1976 à 1992 les fonctions de correspondant, journaliste puis chef du bureau de l'Agence Maghreb arabe presse à Paris (MAP). En avril 1992, il est nommé sous-directeur chargé de l'information au siège de l'agence MAP à Rabat. Il est directeur de l'information au ministère de la Communication de mai 1993 à septembre 2003 puis est nommé chargé de mission au Cabinet royal.

## Distinctions
- Officier de l’Ordre du Mérite National de la République Française[1]